# Región Insular de Venezuela
La Región Insular es una de las nueve regiones político-administrativas y una de las nueve regiones naturales en las que se encuentra dividida Venezuela, formada por Nueva Esparta y las dependencias federales; su sede principal se sitúa en La Asunción, Nueva Esparta, Isla de Margarita.

## Historia
El 15 de agosto de 1498 durante el tercer viaje, Cristóbal Colón llegó a Margarita. En ese viaje el Almirante también llegó a tierra firme, Venezuela. Aquel día de agosto Colón divisó tres islas, dos de ellas pequeñas, bajas y áridas (las actuales Coche y Cubagua)
El 19 de abril de 1810 Margarita fue una de las siete provincias venezolanas que declararon su independencia de la Corona Española, y en 1830, al disolverse la Gran Colombia y surgir la República de Venezuela independiente, fue también una de sus 13 provincias originales.
El 8 de noviembre de 1777 se reconoció mediante la Real Cédula de Carlos III de España que el grupo de islas españolas próximas al sureste del mar Caribe quedaran bajo jurisdicción de la Capitanía General de Venezuela. Con la independencia venezolana todas las islas se mantuvieron en el dominio de Venezuela y de igual forma hasta la conformación de la Gran Colombia.
El 22 de agosto de 1871 el presidente venezolano Antonio Guzmán Blanco decide agrupar todas las islas venezolanas exceptuando Coche, Cubagua, Margarita e Isla de Aves como Territorio Federal Colón, quienes estarían controladas por un gobernador designado por el presidente de la República. 
El Reino Unido pretendió la Isla de Patos pero el 26 de febrero de 1942 es resuelto mediante la delimitación suelo y subsuelo del Golfo de Paria. El Archipiélago de Los Monjes, que Venezuela integró como parte de su territorio fue objeto de controversias pero en 1952 el canciller colombiano reconoció la soberanía venezolana sobre el territorio mediante una nota diplomática y 1992 el gobierno colombiano afirmó que no reclamaría el territorio.
En octubre de 2011 se aprueba un nuevo decreto con carácter de ley orgánica para las Dependencias Federales y territorios insulares. Con esto el Territorio Insular Francisco de Miranda agrupó Los Roques, La Orchila y las Aves en una misma entidad.

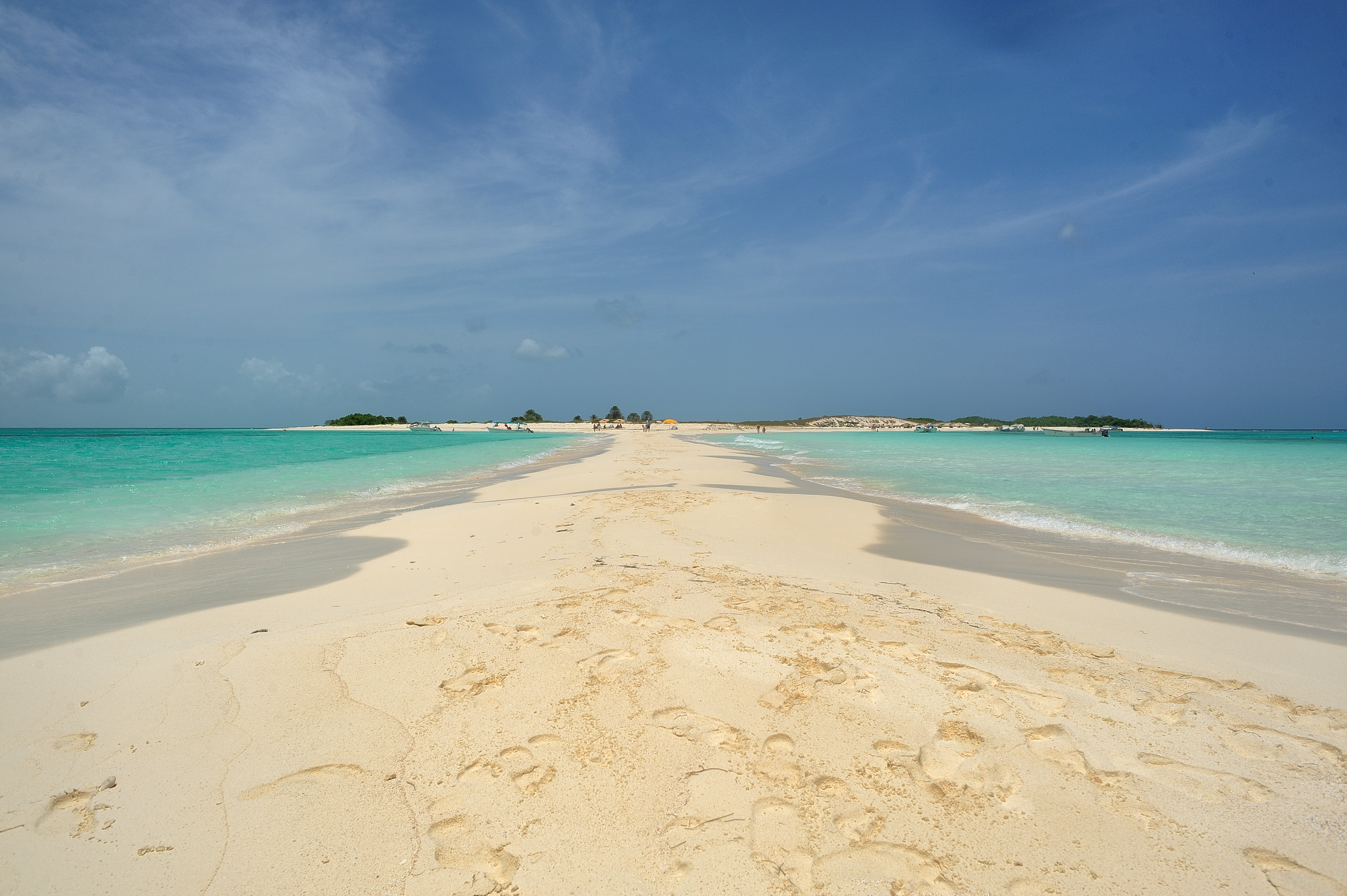
Cayo de Agua, Región Insular

## Geografía
La región insular es la más pequeña del país, su característica principal es su condición de estar compuesta por islas de poco tamaño. El clima es cálido, y tropical.
Las islas más grandes de Venezuela se encuentran en el Estado Nueva Esparta y las Dependencias Federales.
| Isla                        | Superficie km² | Población  | Entidad Federal        |
| Isla de Margarita           | 1071           | 400.000    | Nueva Esparta          |
| Isla La Tortuga             | 156,6          | Base naval | Dependencias Federales |
| Isla La Blanquilla          | 64,53          | -          | Dependencias Federales |
| Isla de Coche               | 55             | 12.000     | Nueva Esparta          |
| Isla La Orchila             | 40             | Base naval | Dependencias Federales |
| Isla de Cubagua             | 24             | 51         | Nueva Esparta          |
| Archipiélago Los Roques     | 40,61          | 1300       | Dependencias Federales |
| Archipiélago Los Testigos   | 6,53           | 197        | Dependencias Federales |
| Isla de Patos               | 0,60           | -          | Dependencias Federales |
| Isla La Sola                | 0,0005         | -          | Dependencias Federales |
| Archipiélago de Los Frailes | 1,92           | -          | Dependencias Federales |
| Archipiélago Los Monjes     | 0,20           | -          | Dependencias Federales |
| Islas Los Hermanos          | 2,14           | -          | Dependencias Federales |
| Archipiélago Las Aves       | 3,35           | -          | Dependencias Federales |
| Isla de Aves                | 0,045          | Base naval | Dependencias Federales |

## Hidrografía

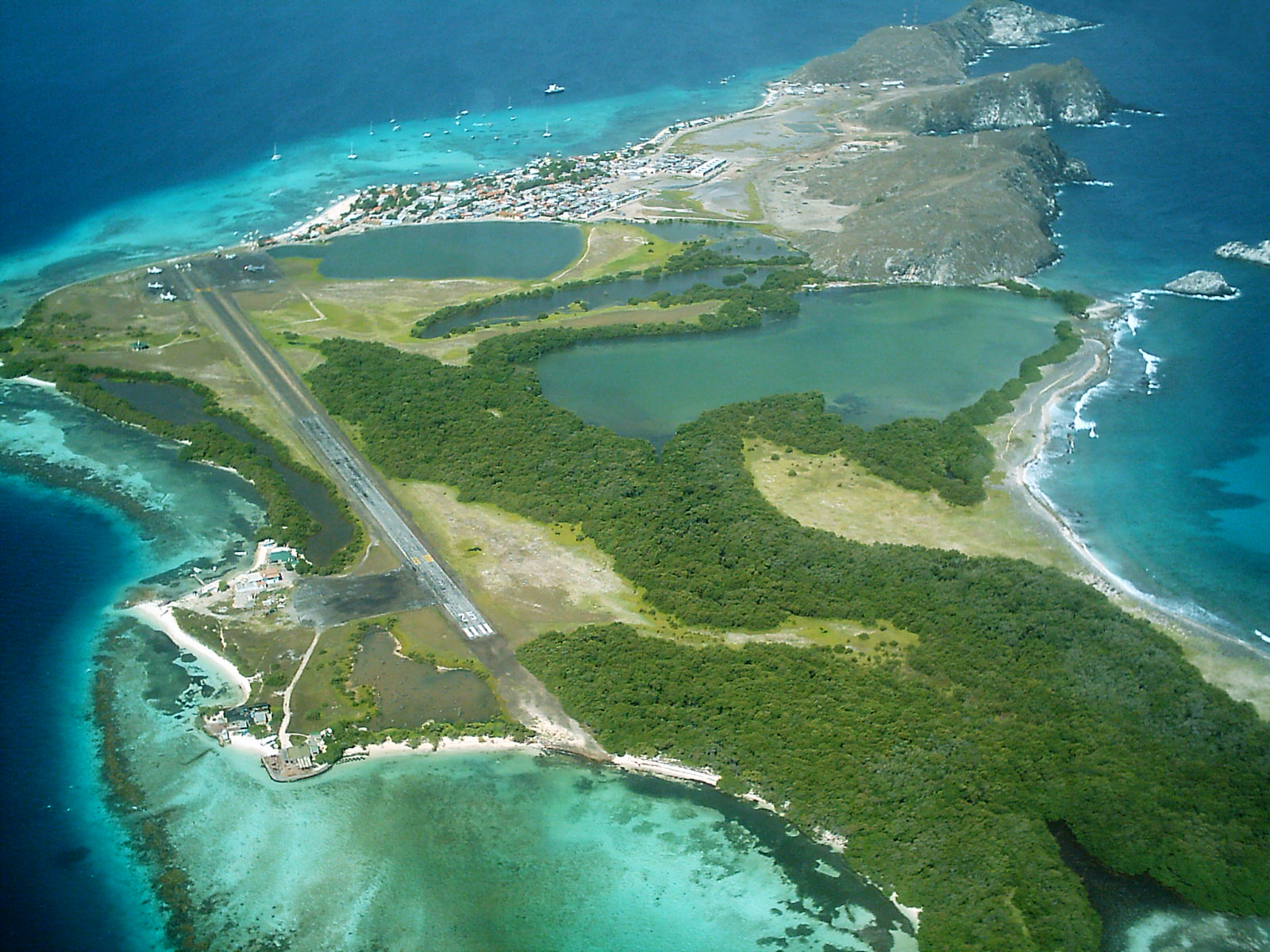
La isla Gran Roque en el Archipiélago Los Roques.

En cuanto a la hidrografía,  la región posee solo riachuelos pequeños debido a que la mayoría de su territorio consiste en islas pequeñas en el Mar Caribe.
Las albuferas de La Restinga, Los Mártires y Las Marites, junto con las aguas termales del Valle del Espíritu Santo y el sector de San Francisco, completan un sistema hidrográfico escaso, insuficiente y no apto para abastecer de agua potable a la población local.
No existen corrientes importantes de agua permanentes, sino delgados ríos últimamente estacionales debido a los cambios climáticos que han elevado las temperaturas en todo el planeta en los últimos años. Secos la mayor parte del año y con torrenciales en los cortos períodos de lluvia. De ellos, los principales son el San Juan (pozas de San Juan), San Francisco, La Asunción, El Valle, Chaguaramal, El Muco, La Vieja, Negro y Tacarigua.

## Economía
La economía regional gira casi totalmente sobre el turismo, por sus bellos paisajes y playas, Nueva Esparta y las dependencias federales son uno de los lugares predilectos para pasar vacaciones para los venezolanos y los extranjeros. También ahí se encuentran actividades pesqueras en torno a las islas.

## Población
La población está concentrada en su mayor parte en el estado Nueva Esparta, con alrededor de 410 mil habitantes, las Dependencias Federales poseen más de 2150 habitantes concentrados en la isla Gran Roque (Archipiélago Los Roques) con 1551 habitantes de acuerdo con datos Instituto Nacional de Estadística de Venezuela (2014)